# Kateřina Valachová
Kateřina Valachová, née le 15 septembre 1976, est une avocate et femme politique tchèque. Elle est ministre de l'Éducation, de la Jeunesse et des Sports entre 2015 et 2017.